# 马庄乡 (镇平县)
马庄乡，是中华人民共和国河南省南阳市镇平县下辖的一个乡镇级行政单位。

## 行政区划
马庄乡下辖以下地区：
马庄村、大龙庙村、杨寨村、小碾庄村、黄楝扒村、栗扒村、夹河李村、白衣堂村、尤营村和唐营村、紅龍廟村。